# 潘荻拉·皮皮緹亞功
潘荻拉·皮皮緹亞功（羅馬化：Phantira Pipityakorn，2000年1月4日—），出生于泰國曼谷，小名Minnie，為泰國新生代女演員及模特。代表作有電影《飛人類之吻》、電視劇《轉學來的女生2》。

## 個人簡歷
Minnie於2000年1月4日出生於泰國曼谷。其妹為演員Kirana Pipityakorn（Fairy）。2015年Minnie於青少年模特競賽"Young Model 2015"榮獲亞軍後正式出道，隨後加入泰國第7電視台。
2018年首度出演電視劇《技工新娘》，在劇中飾演Maysa一角。
2019年搭檔薩博爾·阿薩瓦蒙空（Great）主演驚悚奇幻電影《飛人類之吻》，該電影的成功不只被選為第92屆奧斯卡金像獎泰國電影的代表，也使Minnie聲名大噪。
2021年在轉學來的女生第2季飾演網紅珍妮（JennyX）一角。

## 影視作品

### 電視劇
| 首播年份 | 戲名                            | 戲名   | 播放平台 | 角色              | 備註 |
| 首播年份 | 譯名                            | 原文名 | 播放平台 | 角色              | 備註 |
| 2018年   | 《技工新娘》                    |        | Ch7HD    | Maysa             | 配角 |
| 2018年   | 《創星屋》                      |        | Ch7HD    |                   | 主演 |
| 2019年   | 《歡樂惡魔2019》                |        | Ch7HD    | Paweeda （Da）    | 配角 |
| 2019年   | 《生命之舟2019》                |        | Ch7HD    | Malathip （Thip） | 配角 |
| 2019年   | 《地獄之音/千金小姐與土匪丈夫》 |        | Ch7HD    | Ploy Namkang      | 配角 |
| 2021年   | 《轉學來的女生2》               |        | GMM25    | Jane （JennyX）   | 主演 |
| 2022年   | 《魂穿少女之戀》                |        | Ch7HD    | Fonkaew           | 主演 |

### 網路劇
| 首播年份 | 戲名                    | 戲名   | 播放平台 | 角色 | 備註 |
| 首播年份 | 譯名                    | 原文名 | 播放平台 | 角色 | 備註 |
| 2023年   | 《Get Rich》            |        | Viu      | Rose | 主演 |
| 2023年   | 《Don't Touch My Gang》 |        | WeTV     | Vivi | 主演 |

### 電影
| 年份   | 上映日期                                     | 片名                         | 角色         |
| 2019年 | 2019年3月14日（泰國）                        | 《飛人類之吻》               | Sai / Krasue |
| 2022年 | 2022年8月11日（泰國） 2022年11月18日（台灣） | 《愛情需要編劇：陪病二人組》 | Bua （小蓮） |
| 2022年 | 2022年10月13日（泰國）                       | 《Anne的多重恐懼》           | Anne         |
| 2022年 | 2022年11月16日（泰國）                       | 《丟失的彩票》               | Beat         |

## 外部連結
- 潘荻拉·皮皮緹亞功的Instagram帳戶（泰文）